# Ada Maria Isasi-Diaz
Ada María Isasi-Díaz (22 tháng 3 năm 1943 – 13 tháng 5 năm 2012) là giáo sư danh dự về đạo đức và thần học tại Đại học Drew ở Madison, New Jersey. Là một nhà thần học gốc Tây Ban Nha, Ada Maria Isasi-Diaz là một nhà cải cách của thần học Tây Ban Nha nói chung và đặc biệt là thần học của người gốc Anh. Cô là người sáng lập và đồng giám đốc của Viện Thần học Tây Ban Nha tại Đại học Drew cho đến khi nghỉ hưu vào năm 2009.

## Giáo dục
Isasi-Díaz sinh ra và lớn lên tại Havana, Cuba trong một gia đình Công giáo La Mã. Cô tốt nghiệp Học viện Merici năm 1960 và đến Hoa Kỳ với tư cách là người tị nạn chính trị vào cuối năm đó. Cô gia nhập Dòng Thánh Ursula và kiếm được một BA từ Đại học New Rochelle ở New York. Năm 1967, cô đến Lima, Peru với tư cách là một nhà truyền giáo trong ba năm. Khi trở về Hoa Kỳ vào năm 1969, cô đã dạy trung học vài năm ở Louisiana, sau đó sống ở Tây Ban Nha trong 16 tháng trước khi trở lại Hoa Kỳ. Ada Maria Isasi-Diaz định cư ở Rochester, New York. Isasi-Díaz kiếm được một bậc thầy về nghệ thuật trong lịch sử thời trung cổ từ SUNY Brockport. Năm 1983, cô tiếp tục học cao học tại Chủng viện Thần học Liên hiệp tại Thành phố New York, nơi cô có được bằng Thạc sĩ Thần học và bằng Tiến sĩ. với sự tập trung vào Đạo đức Kitô giáo vào năm 1990. Năm 2006, Ada Maria Isasi-Diaz được trao bằng Tiến sĩ danh dự từ Đại học Colgate.

## Nghề nghiệp
Các nghiên cứu và sự tham gia của Ada Maria Isasi-Diaz vào phong trào thần học nữ quyền đã khiến cô bắt đầu phát triển một nền thần học từ quan điểm của người Latin ở Hoa Kỳ, dẫn đến sự phát triển của thần học teesista. Thần học này bao gồm kinh nghiệm tôn giáo, thực hành và phản ứng của họ đối với các cuộc đấu tranh hàng ngày của cuộc sống. Đầu sự nghiệp, Ada đã tham gia rất nhiều vào phong trào Phụ nữ trong Giáo hội Công giáo. Bởi vì điều này, phụ nữ Latina sống ở Mỹ người nhận thức rất rõ về cách phân biệt giới tính, thành kiến dân tộc và áp bức kinh tế chinh phục họ, sử dụng mujerista hạn để đề cập đến bản thân và sử dụng mujerista thần học để tham khảo các giải thích về đức tin của họ và vai trò của nó trong cuộc đấu tranh giải phóng của họ. Ada Maria Isasi-Diaz là giảng viên của Trường Thần học và Sau đại học của Đại học Drew từ năm 1991 đến 2009. Cô là thành viên tham gia hội thảo và thỉnh thoảng đóng góp cho các cuộc thảo luận trực tuyến "On Faith" tại Washington Post và Newsweek.